# Aplousobranquis
Els aplousobranquis(Aplousobranchia) són un ordre de tunicats de la classe dels ascidiacis.

## Taxonomia
L'ordre Aplousobranchia inclou 13 famílies amb 1.559 espècies:
- Família Clavelinidae Forbes & Hanley, 1848
- Família Diazonidae Seeliger, 1906
- Família Didemnidae Giard, 1872
- Família Euherdmaniidae Ritter, 1904
- Família Holozoidae Berrill, 1950
- Família Placentelidae Kott, 1992
- Família Polycitoridae Michaelsen, 1904
- Família Polyclinidae Milne Edwards, 1841
- Família Protopolyclinidae Kott, 1992
- Família Pseudodistomidae Harant, 1931
- Família Ritterellidae Kott, 1992
- Família Stomozoidae Kott, 1990
- Família Vitrumidae Kott, 2009